# Justas Beniušis
Justas Beniušis, né le 18 novembre 1997 à Klaipėda, est un coureur cycliste lituanien.

## Palmarès sur route

### Par année
- 2015
  - 3e du championnat de Lituanie du contre-la-montre juniors
- 2016
  - 2e du championnat de Lituanie du contre-la-montre espoirs
  - 3e du championnat de Lituanie sur route espoirs
- 2017
  - 3e du championnat de Lituanie du contre-la-montre espoirs
- 2018
  -  Champion de Lituanie du contre-la-montre espoirs
  - 2e du championnat de Lituanie sur route espoirs
- 2019
  -  Champion de Lituanie du contre-la-montre espoirs
  - 3e du championnat de Lituanie sur route espoirs
- 2020
  - 3e du championnat de Lituanie sur route

### Classements mondiaux
| Année                                 | 2016  | 2017 | 2018  | 2019  | 2020 | 2021  |
| ------------------------------------- | ----- | ---- | ----- | ----- | ---- | ----- |
| Classement mondial                    | 1826e | nc   | 1306e | 1261e | 464e | 1282e |
| UCI Europe Tour                       | 1211e | nc   | 805e  | 871e  | 381e | 923e  |
|                                       |       |      |       |       |      |       |
| Légende : nc = non classéSource : UCI |       |      |       |       |      |       |

## Palmarès sur piste

### Championnats de Lituanie
| - 2017 - Champion de Lituanie de vitesse par équipes - 3e de la course à l'élimination - 2018 - Champion de Lituanie de poursuite par équipes - Champion de Lituanie de course aux points - 2e de la poursuite - 3e de la vitesse par équipes - 2019 - Champion de Lituanie de course par élimination - 2e de la vitesse par équipes - 2021 - Champion de Lituanie de poursuite par équipes - Champion de Lituanie de course aux points - Champion de Lituanie du scratch - Champion de Lituanie d'omnium - 2e du keirin - 2e de la vitesse | - 2022 - Champion de Lituanie du kilomètre - Champion de Lituanie d'omnium - Champion de Lituanie de poursuite par équipes - 3e de la vitesse |

## Palmarès en cyclo-cross
- 2018-2019
  - 2e du championnat de Lituanie de cyclo-cross
- 2021-2022
  - 2e du championnat de Lituanie de cyclo-cross